# Method acting

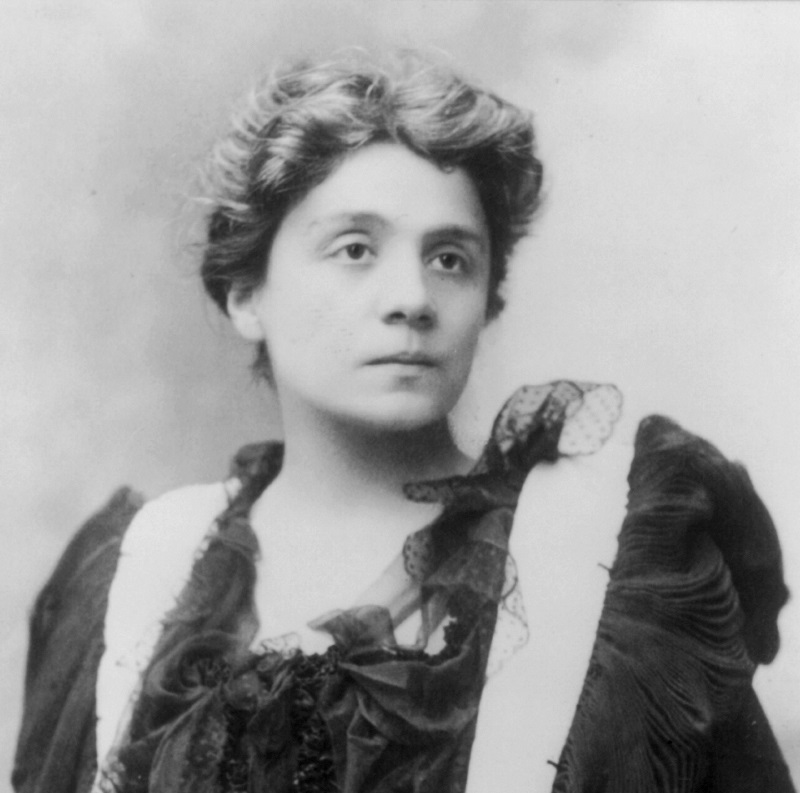
Eleonora Duse rappresenta un riferimento recitativo del Method Acting.

Il method acting è una serie di tecniche di allenamento utilizzate dagli attori soprattutto in ambito cinematografico. Fu formulato a partire dagli anni 30 del Novecento da noti insegnanti facenti parte del Group Theatre di New York, come Lee Strasberg, Stella Adler e Sanford Meisner. Il metodo addestra gli attori a perdersi nei loro ruoli ed è divenuto popolare grazie alle celebri interpretazioni di Montgomery Clift, Marlon Brando e James Dean. Oggi la più autorevole rappresentante del method acting è Lola Cohen, insegnante del Lee Strasberg Theatre and Film Institute di New York

## Storia
Il method acting trae fondamento dal lavoro sperimentale di Konstantin Stanislavskij, insegnante di recitazione al Teatro d'arte di Mosca. Il metodo da lui coniato come metodo Stanislavskij si diffuse negli Stati Uniti a partire dagli anni 30 grazie a un nuovo laboratorio teatrale d'avanguardia, il Group Theatre di New York. La rivoluzione di Stanislavskij si basava sulla comprensione che il naturalismo dell'attore non doveva solo essere percepito dal pubblico ma anche dall'interprete. L'attore era chiamato a rivivere un'emozione come se fosse la prima volta, «qui e ora».
A New York, il metodo Stanislavskij subì un'evoluzione. Tre attori e insegnanti del Group Theatre, Lee Strasberg, Stella Adler e Sanford Meisner, svilupparono e riformularono il metodo. Ciascuno di loro si occupò di uno specifico aspetto metodologico: Lee Strasberg lavorò sull'aspetto psicologico, spingendo gli attori a guardarsi dentro e a esaminare le proprie vite, Stella Adler curò l'aspetto sociologico esortando gli attori a sviluppare la propria immaginazione, mentre Sanford Meisner studiò l'aspetto comportamentale.
Il metodo si diffuse negli anni 40 grazie ai personaggi cinematografici di Montgomery Clift, Marlon Brando e James Dean, ampiamente elogiati dalla critica per la loro carica realista e profondità emotiva. In particolare, furono due personaggi di Marlon Brando a incarnare il method acting: Stanley Kowalski, nel film Un tram che si chiama Desiderio, e Terry Malloy in Fronte del porto.

## Il metodo
Lee Strasberg, co-fondatore del Group Theatre, definì quella che in seguito sarà riconosciuta come la cifra stilistica del method acting, ossia una particolare tecnica nota come memoria affettiva o richiamo emotivo, da utilizzare quando l'attore non è in grado di produrre l'emozione necessaria per una scena. Strasberg sosteneva che l'incapacità di produrre un'emozione genuina era inevitabile e ricorrente, ma ciò costituiva un grande rischio professionale. Strasberg sentiva che era suo compito assistere gli attori nell'asportare qualsiasi cosa impedisse loro di accedere a un'espressività emotiva fluente. Con la tecnica della memoria affettiva l'attore, incapace di andare direttamente all'emozione, viene addestrato a ricreare nella sua memoria le circostanze che circondano un'esperienza analoga, ricostruendo nella mente l'atmosfera della scena nei minimi dettagli. Era convinzione di Strasberg che se l'attore avesse potuto rivivere un ricordo, l'emozione sarebbe risalita in superficie.

## Lola Cohen
Al giorno d'oggi la più nota insegnante del method acting è Lola Cohen del Lee Strasberg Theatre and Film Institute di New York e di Los Angeles. Cohen affiancò Lee Strasberg negli ultimi cinque anni della sua vita, dal 1977 al 1982. Nel corso della sua carriera ha insegnato a molti attori e registi provenienti da tutto il mondo, conducendo corsi e seminari anche presso istituti associati quali l'American University, l'Accademia 09 di Milano e la Scuola Internazionale del Teatro di Copenaghen. Il manuale del 2010 scritto da Lola Cohen, The Lee Strasberg Notes, è stato realizzato in stretta collaborazione con la famiglia Strasberg ed è considerato il testo di riferimento del metodo Strasberg.

## Il metodo in Italia ed il processo organico creativo
In Italia il metodo è spesso visto con diffidenza. Sono però presenti diversi insegnanti come Francesca De Sapio, Michael Margotta per citarne alcuni, che hanno formato una notevole quantità di attori secondo i principi di questo tipo di allenamento. John Strasberg, figlio di Lee, tiene da diversi anni seminari in Italia, dove insegna il processo organico creativo, da considerarsi un'evoluzione del metodo. Giovanni Morassutti, attore rappresentativo di questo processo e collaboratore di lunga data di John Strasberg, ha scritto la prefazione di Per Scelta, per caso. Oltre l´Actors Studio, edito da Dino Audino nel 2016.

## Attori celebri
Lista di attori che hanno studiato il method acting:
- Will Arnett
- Adam Bakri
- Christian Bale
- Warren Beatty
- Marlon Brando
- Adrien Brody
- Michael Caine
- Jim Carrey
- Jessica Chastain
- Montgomery Clift
- Vincent D'Onofrio
- Matt Damon
- Daniel Day-Lewis

- Robert De Niro
- James Dean
- Leonardo DiCaprio
- Jamie Dornan
- Robert Downey Jr.
- Michael Fassbender
- Ralph Fiennes
- Jane Fonda
- Ryan Gosling
- Tom Hanks
- Ed Harris
- Anne Hathaway
- Dustin Hoffman
- Angelina Jolie

- Val Kilmer
- Heath Ledger
- Jared Leto
- Rooney Mara
- Choi Min-sik
- Marilyn Monroe
- Paul Newman
- Jack Nicholson
- Edward Norton
- Gary Oldman
- Al Pacino
- Sean Penn
- George Peppard
- Joaquin Phoenix
- Brad Pitt

- Natalie Portman
- Mickey Rourke
- Peter Sellers
- Andy Serkis
- Chloë Sevigny
- James Stewart
- Meryl Streep
- Hilary Swank
- Charlize Theron
- Billy Bob Thornton
- Stanley Tucci
- Forest Whitaker
- Michelle Williams
- Robin Williams
- Kate Winslet